# クリス・ブロデリック
クリス・ブロデリック(Christopher Alan Broderick、1970年3月6日 - )はアメリカ合衆国のギタリスト。アメリカのパワーメタルバンド、ジャグ・パンツァーやスラッシュメタルバンド、メガデスに所属し、2014年からはアクト・オヴ・デファイアンスにて活動中である。また、2019年より、イン・フレイムスのライヴサポートとして参加し、その後正式加入した。

## 経歴

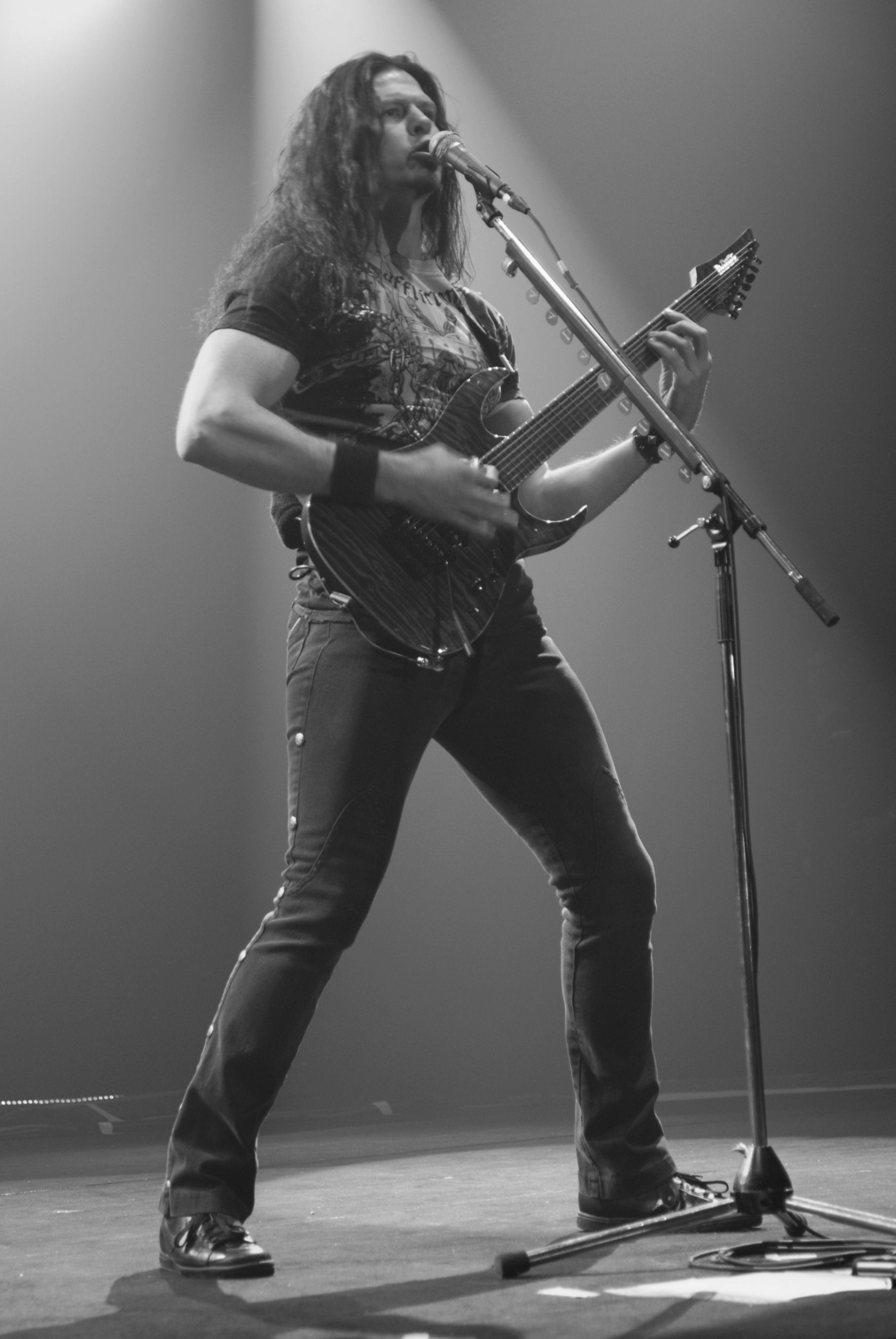

コロラド州デンバー出身。11歳のころからギターをはじめ、1日に14時間練習していた時期もあったといい、ギターだけでなくヴァイオリン、ピアノなども猛練習を重ねた。その甲斐もあり地元では有名なギタリストとして知られるようになる。またデンバー大学でクラシックギターの学位も取得しており、またパコ・デ・ルシアに影響されフラメンコギターも習得している。
1997年にアメリカのヘヴィメタルバンド、ジャグ・パンツァーに加入。当時のギターリストだったジョーイ・タフォラが脱退してを受けての加入だったが、ジョーイが技巧派ギタリストだったためバンドとしてはギタリスト探しが難航、最終的にそのテクニックと音楽理論に裏付けされたクリスが加入する事になった。ジャグ・パンツァーでは4つのアルバムに参加しており、2008年までの11年間在籍した。
2008年にメガデスに加入。2007年に前ギターリストのグレン・ドローヴァーの脱退を受け、メガデスのドラムでグレンの兄であるショーン・ドローヴァ―がクリスの加入を希望し、デイヴ・ムステインにクリスが演奏するエレキギターとクラシックギターの映像を見せたところ即座にクリス加入が決まり、メガデスのマネージメントがクリスにコンタクトをし、その2週間後に正式加入が発表された。デイヴ・ムステインによれば「クリスを見つけた時は、まるでオジー・オズボーンがランディ・ローズを見つけたと同じくらいの衝撃」だったらしく、「歴代のメガデスのギターリストでもっとも素晴らしいギターリスト」と称賛している。メガデスのギタリストとしてのデビューは2008年2月4日のフィンランドのヘルシンキでのライブで、その後2009年のアルバム『Endgame』から音源に参加している。
2014年11月に自身の公式ウェブページにて音楽性の違いなどの理由からメガデスを脱退する事が発表された。
メガデスを脱退した後に、同時期にメガデスを脱退したドラムのショーン・ドローヴァーと共にアクト・オヴ・デファイアンスを結成。元スカー・ザ・マーティアーのボーカルであるヘンリー・デレク、元シャドウズ・フォールのギターであるマット・バックハンドをベースに迎えた。
また2001年～2003年および2006年～2007年にアメリカのヘヴィメタルバンド・ネヴァーモアのサポートギターリストとして参加しており、2007年のTHRASH DOMINATIONにネヴァーモアが参加した際にも来日している。
2019年より、ニクラス・エンゲリンの代わりに、イン・フレイムスのライヴサポートとして参加し、その後、正式加入の発表無かったものの正式メンバーとしてクレジットされるようになった。

## 機材
2011年まで日本のギターメーカー・アイバニーズとエンドース契約をしており、2011年からはジャクソンと契約している。
現在発売されている「Chris Broderick Signature Soloist」は、「Soloist」の名を関してはいるが、彼自身がデザインを手掛けた独自のボディ形状となっており、6弦と7弦がラインナップされている。普段は7弦ギターをメインに使用しているが、メガデスでは過去の楽曲ではそれほど7弦が必要とされていないことから敢えて6弦ギターをメインに使用していた。
アンプはENGLとエンドース契約していたにもかかわらず、メガデス加入の際にデイヴ・ムステインがマーシャルの音質を好んでいたためENGLの使用を認めず、メガデスではマーシャルを使用していた。

またヘヴィメタル系のギタリストとしては非常に珍しく、親指にピックをはめる「サムピック」を使用している。これは彼が得意とする両手指をフルに使用するエイトフィンガー・タッピングを演奏する際、通常のピッキングから即座にタッピングに移行する、あるいはその逆の場合ピックを持ち替える必要が省けるためである。しかし、サムピックを使用する場合普通のピックと比べて使い勝手に欠けるため、一般的なフラットピックにサムピックの指にはめる部分を接着して使用していた。現在はギターパーツのメーカーと共同で開発した、フラットピックに挟むだけでサムピックに簡単に変えられる「ピック・クリップ」を使用している。勿論、通常のサムピックと同様に、曲によっては(たとえば「Holy Wars... The Purnishment Due」のブレイク部分のフラメンコギター的なフレーズ等)サムピックとその他の指を合わせたフィンガーピッキングを使用する場合もある。

## バンド
- ジャグ・パンツァー 1997–2008
- ネヴァーモア 2001–2003, 2006–2007 (サポートメンバー)
- メガデス 2008–2014
- アクト・オヴ・デファイアンス 2014 -
- イン・フレイムス 2019-2020（サポートメンバー）、2020 -

## ディスコグラフィ

### ジャグ・パンツァー
- Age of Mastery|The Age of Mastery (1998)
- Thane to the Throne (2000)
- Mechanized Warfare (2001)
- The Era of Kings and Conflict (2002)
- Casting the Stones (2004)

### メガデス
- Endgame (2009)
- Rust in Peace Live (2010)
- The Big 4 Live from Sofia, Bulgaria (2010)
- Thirteen (2011)
- Super Collider (2013)
- Countdown to Extinction: Live (2013)

### アクト・オヴ・デファイアンス
- Birth and the Burial (2015)

### ネヴァーモア
- The Year of the Voyager (2008)